# Charles Kálmán
Charles Kálmán (Charles Kalman), né le 17 novembre 1929 à Vienne sous le nom de Karl Emmerich Kalman, et décédé le 22 février 2015 à Munich est un compositeur de musique de films et de théâtre autrichien. Comme son père Emmerich Kálmán, il écrit également des opérettes, mais s'est plus consacré à la comédie musicale ou la chanson.

## Biographie
Après l' Anschluss de l'Autriche en 1938, Charles Kálmán a grandi en exil en France et aux États-Unis. Il étudie le piano et la composition à la Riverdale School of Music de New York et à l'Université Columbia. Il débute à la scène avec la revue Babe in the Woods. Au Conservatoire de Paris, il a, entre autres, comme professeur Jean Rivier.  À partir des années 1950, il se tourne vers la musique légère haut de gamme. Parmi les interprètes de ses chansons, on trouve Margot Werner, Evelyn Künneke, Harald Juhnke et Ute Lemper. Dans les années 1980 et 1990, il écrit aussi des musiques de films pour des productions de Wolf Gremm, Douglas Wolfsperger ou Radu Gabrea.
Kálmán vit ensuite en Italie et à Munich, où il meurt en 2015. À l'occasion de son  85e anniversaire, en décembre 2014, il reçoit la médaille d'or du mérite de l'État de Vienne (Goldenes Verdienstzeichen des Landes Wien).

## Œuvres lyriques
- Arizona Lady (Berne, 1954, commencée par son père)
- Wir reisen um die Welt (Nous voyageons autour du monde), Revue opérette, 1955
- Alfie, musique boulevard comédie pour Harald Juhnke
- QuasiModo (avec Thomas E. Killinger et Siegfried Türpe), 1988
- Dryads Kiss (Le baiser de la dryade), comédie musicale, 2002

## Filmographie

### Cinéma
- 1980 : Fabian
- 1981 : Nach Mitternacht
- 1984 : Sigi, der Straßenfeger
- 1985 : Tränen in Florenz
- 1986 : Kies
- 1993 : Rosenemil

### Télévision
- 1983 : Kein Reihenhaus für Robin Hood
- 1983 : Hinter der Tür
- 1986 : Tödliche Liebe
- 1986 : Kir Royal (de) (Épisode 6)
- 1987 : Vicky und Nicky

## Source de traduction
- (de) Cet article est partiellement ou en totalité issu de l’article de Wikipédia en allemand intitulé « Charles Kálmán » (voir la liste des auteurs).